# Windą do nieba
Windą do nieba – utwór muzyczny polskiego zespołu 2 plus 1 z 1978 roku.

## Informacje ogólne
Muzykę utworu skomponował Janusz Kruk, natomiast słowa zostały napisane przez Marka Dutkiewicza. Stylistycznie piosenka jest oparta na brzmieniu popowo-folkowym, w konwencji ballady. Utwór ukazał się na pocztówce dźwiękowej razem z piosenką „U kowala”. W roku 1978 został wydany na czwartym albumie zespołu, Teatr na drodze, a także na stronie B singla „Ding-dong”. Zespół zaprezentował nagrania „Windą do nieba” i „Ding-dong” na festiwalu w Sopocie w 1978 roku, zdobywając I miejsce.
„Windą do nieba” uważa się za jedną z najpopularniejszych piosenek w repertuarze grupy. Utwór zajął 5. miejsce w plebiscycie Non Stopu na Utwór Roku 1978 oraz 55. miejsce w zestawieniu Top Wszech Czasów, zorganizowanym przez Radio Złote Przeboje w 2007 roku.
Ze względu na treść, która opowiada o rozterkach dziewczyny przygotowującej się do ślubu, piosenka wykonywana jest powszechnie podczas uroczystości weselnych. Stanowi to paradoks, jako że słowa utworu opowiadają jednak o niespełnionej miłości dziewczyny do aktora.

## Teledysk
Teledysk powstał jako część drugiego filmu muzycznego z udziałem zespołu i został wyreżyserowany przez Jerzego Woźniaka. Jego akcja rozgrywa się na wiejskim weselu, gdzie członkowie 2 plus 1 wykonują piosenkę tańcząc w tłumie gości. W wideoklipie użyta została alternatywna wersja utworu.

## Inne wykonania
- Polski zespół Venus nagrał cover piosenki na swoją płytę Zakazany owoc z 1999 roku[9].
- W 2005 roku własną wersję, utrzymaną w stylu dance, nagrała Mandaryna na drugi album, Mandarynkowy sen. Piosenkarka wykonała utwór podczas niesławnego występu na festiwalu w Sopocie, gdzie zajęła II miejsce.
- Własną interpretację piosenki w 2005 roku wydała również polska piosenkarka Joanna Dark, na swojej płycie Dark Night[10].